# 카마가사키 일고노동조합
카마가사키 일고노동조합(일본어: 釜ヶ崎日雇労働組合 카마가사키히야토이로도쿠미아이[*]), 약칭 카마일노(일본어: 釜日労 카마니치로[*])는 오사카 카마가사키, 통칭 아이린 지구의 일용직 노동자들이 결성한 노동조합이다. 법인번호는 1120005002680.
1976년 제6회 카마가사키 월동투쟁 이후, “일을 달라”는 슬로건으로 투쟁을 별여온 “카마가사키 일감보상투쟁위원회(釜ヶ崎仕事補償闘争委員会)”가 모태다. 동년 6월 14일 오사카시청에서 하나조노공원 텐트촌을 강제철거하자 항구적으로 투쟁하는 노동자 조직이 필요하다고 판단하여 7월 1일 노동조합이 결성되었다.
1970년대 후반, 문어방이나 다름없는 함바, 저임금・열악조건 함바와의 투쟁을 수없이 벌였고, 1977년에는 오사카부경찰의 방해에도 한 달간 지구전 끝에 나카지마구미의 감금폭행함바을 화염병으로 불태워 결딴을 내는 등 일련의 대(對)악질업자 투쟁을 벌였다. 1978년 카마가사키 해방회관을 구입해 활동거점으로 삼았다.
1980년대에는 “요세바 춘투”를 내걸고 매년 임금인상을 요구하여, 전국에서 가장 낮았던 카마가사키 구인단가를 80년대 후반에는 “전국 건설노동자 임금을 카마가사키가 결정한다”는 말이 나올 정도로 끌어올렸다. 1983년에는 동경 산야 요세바 노동자들의 반(反)야쿠자 투쟁의 당초부터 파겨단을 보내 산야 노동자들과 함께 중심적으로 투쟁을 전개하여 2명의 희생자를 낸 끝에 폭동으로써 야쿠자들을 무찔렀다.
1990년대에 거품경제가 붕괴하면서 카마가사키에 대량의 노숙자가 유입되자 1993년 일대의 노동자 지원단체들을 모아 카마가사키반실업연락회(반실련)을 결성하고, “일을 달라”, “침상을 달라”를 주축으로 반실업 투쟁을 전개했다. 경찰기동대의 포위망 속에서도 노동센터 야간개방투쟁, 오사카부청사 및 오사카시청사 앞 천막농성투쟁을 거듭해 일당 5,700 엔의 특벼청소사업을 따냈다. 대개의 노숙자 지원단체가 “하우징 퍼스트”로서 잠자리를 우선하는 데 반해, 카마일노는 일관되게 “일해서 밥 먹자”라는 슬로건으로 노동을 통한 실업・노숙문제 대책을 주장하고 있다.
산리즈카 투쟁에 관하여 산리즈카 시바야마 연합공항반대동맹 아츠타파에 연대하고 있다.